# Laurens Devos
Laurens Devos (* 15. August 2000 in Malle, Belgien) ist ein belgischer Para-Tischtennisspieler der paralympischen Startklasse TT9. Er wurde 2016, 2021 und 2024 Olympiasieger, ist vierfacher Europameister, einmaliger Weltmeister und steht seit Juli 2017 ununterbrochen auf Platz 1 in der IPTTF-Weltrangliste seiner Klasse.

## Werdegang
Laurens Devos wurde als Sohn von Christel und Mario Devos mit leichter Hemiplegie geboren, die zu einem Verlust der Mobilität auf der rechten Körperseite führt. 2014 gewann er die GDF Suez Trophy (Auszeichnung für den vielversprechendsten jungen belgischen Para-Athleten). 2015 wurde er erstmals Europameister. Mit seinem Sieg über den Niederländer Gerben Last in drei Sätzen in Folge war Devos der jüngste Spieler, der jemals Tischtennis-Gold bei den Paralympics holte. Bei den ITTF Star Awards 2016 gewann der Belgier den Male Para Table Tennis Star, die Auszeichnung als paralympischer Tischtennisspieler des Jahres. Im selben Jahr sicherte er sich auch die Auszeichnung Belgischer Sportler des Jahres. Im Jahr 2018 wurde er erstmals Weltmeister, nachdem er Juri Nosdrunow (Russland) im Finale schlug.

## Titel und Erfolge im Überblick

### Paralympische Spiele
- 2016 in Rio de Janeiro: Gold in der Einzelklasse 9

### Weltmeisterschaften
- 2018 in Lasko: Gold in der Einzelklasse 9

### Europameisterschaften
- 2015 in Vejle: Gold in der Einzelklasse 9 & mit der Mannschaft in Klasse 9
- 2017 in Lasko: Gold in der Einzelklasse 9 & mit der Mannschaft in Klasse 9
- 2019 in Helsingborg: Gold in der Einzelklasse 9, Bronze mit der Mannschaft in Klasse 9

## Auszeichnungen
- 2016: ITTF Star Awards (Male Para Table Tennis Star)
- 2016: Belgian Paralympian of the Year

## Privat
Er hat zwei Brüder und eine Zwillingsschwester namens Isabel. Sein 6 Jahre älterer Bruder Robin Devos ist seit dem 14. September 2016 der zweithöchste belgische Tischtennisspieler mit Platz 119 in der ITTF-Weltrangliste. Laurens Devos lebt in Oostmalle, Antwerpen.